# Ед Рубінофф
Ед Рубінофф (англ. Ed Rubinoff; нар. 12 липня 1935) — колишній американський тенісист.
Найвищим досягненням на турнірах Великого шолома були фінали в змішаному парному розряді.

## Фінали турнірів Великого шолома

### Мікст (3 поразки)
| Результат | Рік  | Турнір        | Покриття | Партнер             | Суперники                  | Рахунок        |
| --------- | ---- | ------------- | -------- | ------------------- | -------------------------- | -------------- |
| Поразка   | 1963 | Чемпіонат США | Трава    | Джуді Тегарт-Далтон | Маргарет Корт Кен Флетчер  | 6–3, 6–8, 2–6  |
| Поразка   | 1964 | Чемпіонат США | Трава    | Дж Тегарт           | Маргарет Сміт Джон Ньюкомб | 6–10, 6–4, 3–6 |
| Поразка   | 1966 | Чемпіонат США | Трава    | Керол Генкс Окамп   | Донна Флойд Овен Девідсон  | 1–6, 3–6       |